# أحمد عبد الرحمن (ضابط)
لواء أركان حرب / أحمد عبد الرحمن، قائد عسكري مصري، شغل سابقاً منصب رئيس هيئة الرقابة الإدارية، ومدير إدارة المخابرات الحربية والاستطلاع بالقوات المسلحة المصرية.